# Hakan Esa
Hakan Esa (* 13. März 1996 in Istanbul) ist ein türkischer Fußballspieler.

## Spielerkarriere

### Vereine
Esa kam im Istanbuler Stadtteil Bakırköy auf die Welt. Das Fußballspielen erlernte er u. a. in den Nachwuchsabteilungen der Vereine Kasımpaşa Istanbul, Beşiktaş Istanbul und Fatih Karagümrük SK. Seine Profikarriere begann er im Sommer 2015 beim Zweitligisten Elazığspor. Hier spielte er eine halbe Spielzeit für die Reservemannschaft und wurde anschließend für die Rückrunde der Saison 2015/16 an den Viertligisten Dersimspor und für die Rückrunde der Saison 2016/17 und die gesamte Saison 2017/18 an Elaziz Belediyespor ausgeliehen.

### Nationalmannschaft
Esas Nationalmannschaftskarriere begann 2013 mit einem Einsatz für die türkische U-18-Nationalmannschaft.